# Chiński program kosmiczny
Chiński program kosmiczny ruszył w Chińskiej Republice Ludowej w 1956 roku przy pomocy ZSRR. Po rozłamie radziecko-chińskim w 1960 roku, program kosmiczny był kontynuowany chińskimi środkami. Pierwszy chiński satelita, Dong Fang Hong 1, został wystrzelony w 1970 r., dzięki czemu Chiny stały się piątym w historii mocarstwem kosmicznym. Rozpoczęty w 1968 roku program lotów załogowych, w ostatecznej postaci określony w 1992 roku, przyniósł owoce dopiero w roku 2003, kiedy Chiny wystrzeliły na orbitę statek Shenzhou 5 z Yang Liweiem na pokładzie. W ten sposób stały się trzecim państwem na świecie, po Rosji i Stanach Zjednoczonych, zdolnym wysłać człowieka w przestrzeń kosmiczną.

## Historia

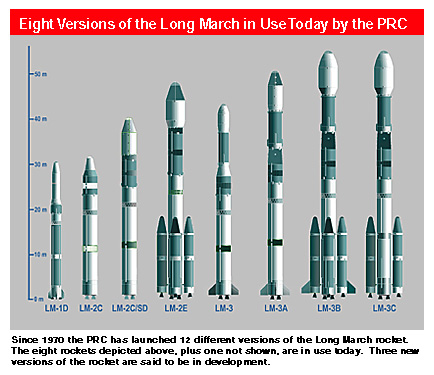
Rodzina chińskich rakiet nośnych Długi Marsz

Początek programu kosmicznego ChRL datuje się na 1956 rok, kiedy Qian Xuesen został deportowany ze Stanów Zjednoczonych po oskarżeniu go o bycie komunistą na fali wydarzeń maccartyzmu. Po powrocie do Chin został pierwszym dyrektorem programu balistycznego, stając się „ojcem chińskiego programu kosmicznego”.
1 marca 1956 ruszył Projekt 581, 12-letni plan zakładający m.in. umieszczenie pierwszego chińskiego satelity na orbicie do 1959 roku. ChRL wspierał technologicznie Związek Radziecki. Jednak plany tak szybkiego wystrzelenia satelity musiały zostać przesunięte, kiedy w 1960 roku nastąpił rozłam radziecko-chiński i ChRL musiała kontynuować swój program samodzielnie.
W 1962 odbyła się nieudana próba wystrzelenia Dongfeng 2 (DF-2), pierwszego chińskiego pocisku balistycznego. Poprawiony DF-2A został pomyślnie wystrzelony w 1964 roku, tym samym Chiny dokonały pierwszego udanego testu broni jądrowej.
Z technologii pocisku Dongfeng wywodzą się także rakiety nośne Chang Zheng (CZ – Długi Marsz), z których CZ-1 została użyta do wystrzelenia Dong Fang Hong 1 (Wschód jest czerwony 1), pierwszego chińskiego satelity. Tym samym w 1970 roku Chińska Republika Ludowa dołączyła do grupy pięciu państw zdolnych samodzielnie wystrzelić satelitę w przestrzeń kosmiczną (po Związku Radzieckim, Stanach Zjednoczonych, Francji i Japonii).
Dalszy rozwój rakiety Długi Marsz pozwolił ChRL uruchomić w 1985 roku program komercyjny, dzięki któremu zostało wysłanych kilkadziesiąt zagranicznych satelitów, głównie zbudowanych przez kraje Azji i Europy. Stany Zjednoczone długi czas podchodziły z rezerwą do chińskich usług kosmicznych z powodu obaw przed transferem technologii, i w 2000 roku ogłosiły oficjalne embargo.
W 1992 roku ChRL rozpoczęła realizację projektu 921-1, znanego lepiej jako Program Shenzhou. Celem projektu były załogowe loty kosmiczne. Po wystrzeleniu kilku próbnych rakiet, w tym ze zwierzętami na pokładzie, w 2003 roku wystartował statek Shenzhou 5, na pokładzie którego znajdował się pierwszy chiński kosmonauta, Yang Liwei.

## Najważniejsze programy kosmiczne

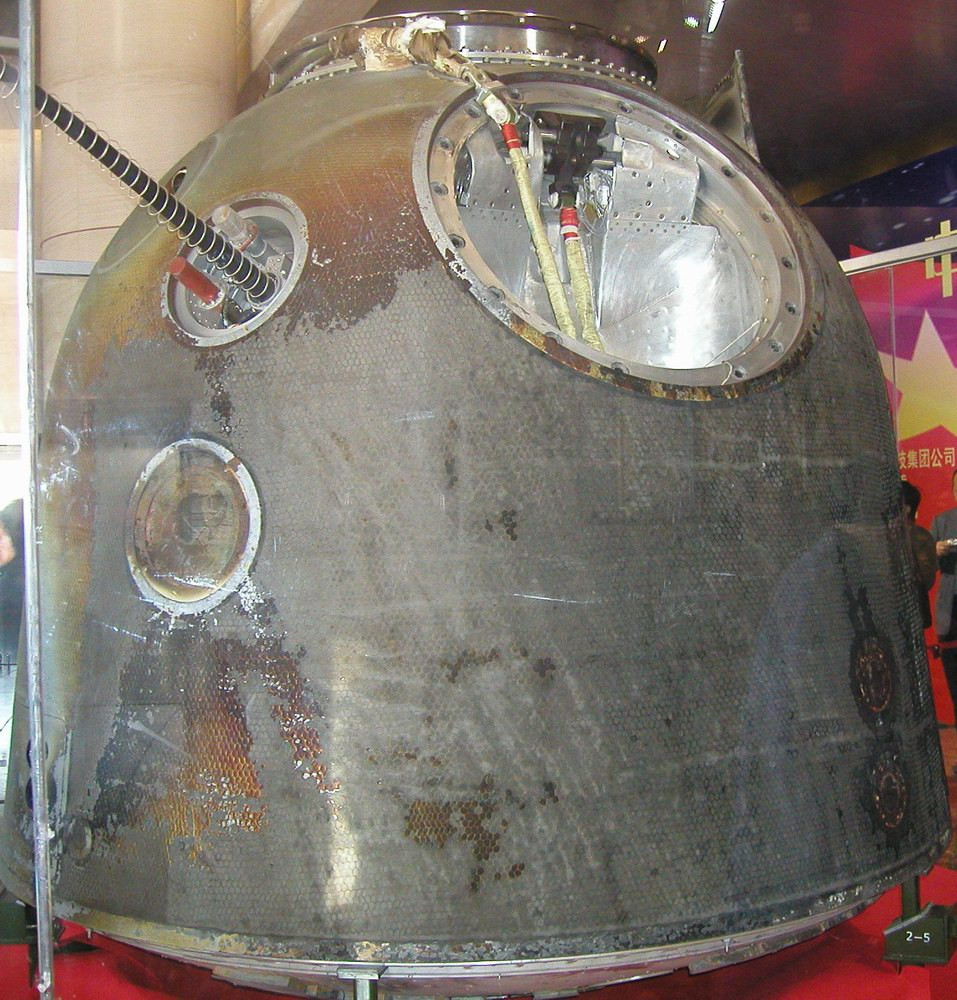
Moduł powrotny statku załogowego Shenzhou 5

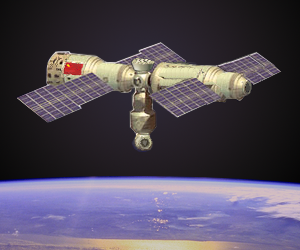
Chińska stacja kosmiczna

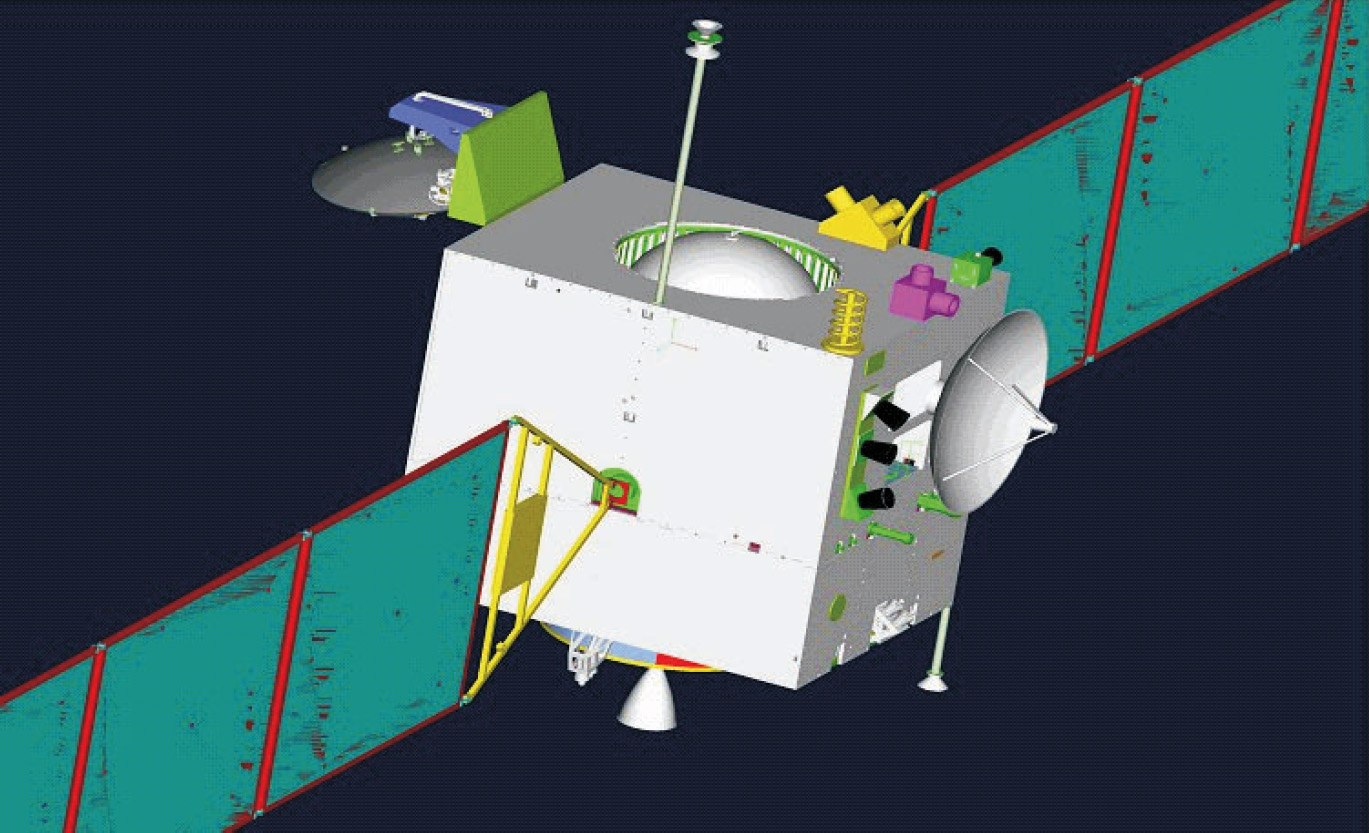
Sonda księżycowa Chang’e 1

### Program Shenzhou
Program 921-1, znany lepiej jako Shenzhou (chin.: 神舟; pinyin: Shénzhōu) to program załogowych lotów kosmicznych. Rozpoczęty w 1992 roku, wzbudzał kontrowersje podobnie jak programy kosmiczne w innych krajach. Pojawiły się pytania, czy Chiny powinny wydawać pieniądze na takie cele, kiedy można było je wydać bezpośrednio na naukę i inne pilne problemy. Poprzednie próby wysłania człowieka w kosmos nie powiodły się z braku funduszy. W mediach pojawiły się jednak komentarze, że eksploracja kosmosu to przeznaczenie ludzkości i Chiny nie mogą pozostać w tyle. Loty kosmiczne są obecnie traktowane w Chinach prestiżowo, podobnie jak np. Letnie Igrzyska Olimpijskie 2008 w Pekinie, licząc że sukcesy w tej dziedzinie podniosą międzynarodowe znaczenie ChRL.

### Załogowa stacja kosmiczna Tiangong
Kontynuację programu Shenzhou stanowi program 921-2, zakładający wybudowanie przez Chiny stałej załogowej stacji kosmicznej. Etap przygotowawczy stanowią eksperymenty z modułami Tiangong, które są prowadzone od 2011 r. Po eksperymentach z trzema tego typu modułami, testami i eksperymentami prowadzonymi przy użyciu statków załogowych Shenzhou, ok. 2020 r. zostanie zbudowana docelowa stacja, przypominająca swą architekturą i rozmiarami stację Mir.

### Zarys dalszego rozwoju programu załogowego
Obecnie chiński program załogowy oparty jest na statkach Shenzhou oraz budowie i eksploatacji przyszłej załogowej stacji orbitalnej. Dalsze plany, które ujawniane są sporadycznie w chińskich mediach, bazują na budowie nowego statku załogowego. Jego architektura i wygląd zewnętrzny mają być zbliżone do amerykańskiego statku Apollo: będzie składał się z modułu napędowego w kształcie walca oraz stożkowego modułu załogowego, który byłby modułem powrotnym. Przeznaczeniem statku będą loty na niską orbitę okołoziemską, ale także dalsze loty: na asteroidy, Księżyc i Marsa. W związku z tym planowane są dwie wersje różniące się rozmiarami modułu napędowego i całkowitą masą statku: 14 i 20 t. Cięższa wersja byłaby przewidziana do budowy bazy księżycowej. Załoga statku będzie wynosić, zależnie od wersji, do 6 osób. Rakietą nośną będą budowane obecnie nowe rakiety z rodziny Chang Zheng oznaczone symbolami CZ-7 dla wersji 14- i CZ-5 dla wersji 20-tonowej.

### Eksploracja Księżyca
Chiński Program Eksploracji Księżyca (chin.: 中国探月; pinyin: Zhōngguó Tànyuè; ang. Chinese Lunar Exploration Program, CLEP) został ogłoszony w 2003 roku. W początkowej fazie zakłada bezzałogowe badania Księżyca. Przewiduje realizację trzech etapów do 2020 roku, z czego pierwszy został już zrealizowany: wystrzelono sondy Chang’e 1 (2007 rok) i Chang’e 2 (2010). Po zakończeniu misji księżycowej Chang’e 2 poleciała w stronę planetoidy (4179) Toutatis, obok której przeleciała 13 grudnia 2012 w odległości 3,2 km. 2 grudnia 2013 w ramach misji Chang’e 3 wysłano lądownik z łazikiem Yutu ("Jadeitowy królik") podobnym do Spirit czy Opportunity. 7 grudnia 2018 w ramach misji Chang’e 4 wysłano lądownik z łazikiem Yutu 2, który 3 stycznia 2019 jako pierwszy w historii dotarł na niewidoczną z Ziemi stronę Księżyca. Planowane są też bezzałogowe misje, których celem będzie przywiezienie próbek księżycowego gruntu na Ziemię (prawdopodobnie będą to Chang’e 5 i Chang’e 6). W dalszej przyszłości planowane są także loty załogowe na Księżyc.

### Misja na Marsa
Chińska Agencja Kosmiczna (CNSA) ogłosiła w 2006 roku, że ChRL planuje głęboką eksplorację kosmosu, szczególnie Księżyca i Marsa. Pierwszy bezzałogowy program badania Marsa będzie prowadzony w latach 2014-2033, po czym w latach 2040-2060 będzie trwała faza lotów załogowych.
Pierwszą chińską sondą wysłaną z zamierzeniem osiągnięcia Marsa był orbiter Yinghuo-1, wystrzelony wraz z rosyjskim lądownikiem Fobos-Grunt za pomocą rakiety Zenit-2M z kosmodromu Bajkonur. Jednak wskutek awarii silnika mającego umożliwić dotarcie na orbitę Marsa, sonda spłonęła w atmosferze ziemskiej nad Nową Zelandią 15 stycznia 2012.

## Kosmodromy w Chinach
Chiny posiadają obecnie cztery kosmodromy.
- Centrum Startowe Satelitów Jiuquan (używany od 1958 r.)
- Centrum Startowe Satelitów Taiyuan (od 1966 r.)
- Centrum Startowe Satelitów Wenchang (ukończenie w 2014 r.[11], pierwszy start w 2016 r.[12])
- Centrum Startowe Satelitów Xichang (od 1984 r.)